# Euxoa nordica
Euxoa nordica är en fjärilsart som beskrevs av Smith 1900. Euxoa nordica ingår i släktet Euxoa och familjen nattflyn. Inga underarter finns listade i Catalogue of Life.